# Вітаємо у Зомбіленді
«Вітаємо у Зомбіленді» (англ. Zombieland) — американська комедія жахів режисера Рубена Флейшера, що пародіює відомі фільми на теми Апокаліпсиса, коли більшість населення Землі стали зомбі. Фільм вийшов на екрани 2 жовтня 2009 року. Більшість сцен фільму була знята в Атланті, США. Зйомки стрічки почалися у квітні 2009 року.

## Сюжет
Сюжет фільму дублює стандартні сюжети фільмів на тематику «зомбі-апокаліпсису» — Молодий хлопець на прізвисько Коламбус подорожує по США, які захоплені мерцями. Велика частина населення Америки жадають кривавої плоті. Коламбус ще з початку епідемії вірусу зомбі став писати список правил, за якими і виживав в колишніх США, які тепер називають Зомбіленд. Сам фільм починається з того, що Коламбус приїжджає на машині на заправку, щоб сходити в туалет, і там же піддається нападу мерців. На наступний день він зустрічає маніяка-вбивцю мерців на прізвисько Таллахассі, у якого є машина, і купа зброї. Далі в супермаркеті їх обманюють дві сестри Вічита і Літл-Рок вони забирають у них автомобіль і зброю. Щоб доїхати до Парку розваг «Дикі пригоди», де, за чутками, не бувало мерців. Незабаром Коламбус і Таллахассі знову зустрічають сестер і вирішують об'єднатися з ними, щоб уже разом продовжити шлях до парку розваг. Попутно вони заїжджають в порожній супермаркет і влаштовують розгром. Після цього їдуть в особняк голлівудського актора Білла Мюррея, який залишився в живих тільки тому, що ретельно гримувався, щоб зомбі прийняли його за свого. Але незабаром Мюррея вбиває Коламбус, що прийняв його за справжнього зомбі. На наступний день сестри залишають особняк, домовившись довіряти один одному. Вони приїжджають в парк розваг, але там, під час відкриття парку, привертають до себе увагу орди мерців, які йдуть на світло з парку. Коламбус спочатку сам, а потім з Таллахассі їде до них на виручку. Таллахассі відволікає зомбі на себе, а Коламбус в цей час рятує дівчат, попутно перемігши свій страх перед клоунами. Фільм закінчується тим, що всі четверо разом їдуть.

## У ролях
Усі головні герої не використовують своїх імен, а натомість мають прізвиська на честь американських міст:
- Вуді Гаррельсон — Таллахассі
- Джессі Айзенберг — Колумбус
- Емма Стоун — Вічита
- Ебігейл Бреслін — Літл-Рок
- Білл Мюррей — грає сам себе
- Ембер Херд — 406, сусідка Колумбуса
- Майк Вайт — продавець на заправці

## Правила Коламбуса
У головного героя Коламбуса є список правил, які необхідні для виживання в Зомбіленді:
- 1. Будь у формі
- 2. Січи напевно
- 3. Обережніше в громадських туалетах
- 4. Завжди пристібайся
- 5. Нападайте на багатих людей: кінозірок і бізнесменів — вони найгірше здатні до опору
- 6. Лита залізна сковорідка
- 7. Живи без нічого
- 8. Знайди крутого напарника
- 9. Не нападайте на інших зомбі — ні вам, ні їм користі від цього не буде
- 10. Бійтеся автомобілів, особливо якщо за кермом сидить група головорізів
- 11. Не заходь у висотки
- 12. Паперові рушники краще вафельних
- 15. Куля для боулінгу
- 17. Не корч із себе героя (В кінці фільму замінено на «Будь героєм»)
- 18. Розминайся
- 19. Живи на самоті (Закреслено) ЖИВИ З НИМИ !!!
- 20. Не плати в супермаркетах
- 21. Уникай стриптиз-клубів
- 22. Якщо сумніваєшся, знайди шляхи відходу
- 23. Бери їжу, яку готувати не треба
- 27. Наставник допоможе
- 29. Система приятелів
- 30. Уникай міст, надовго залишишся — нападуть заражені
- 31. Перевіряй задні сидіння
- 32. Умій радіти дрібницям
- 33. Швейцарський армійський ніж